# Talk That Talk (singel)
Talk That Talk – piosenka barbadoskiej piosenkarki Rihanny z jej szóstego albumu studyjnego o tej samej nazwie. W piosence gościnnie zaśpiewał amerykański raper Jay-Z. Piosenka jest ich trzecim wspólnym dziełem. Poprzednie to „Umbrella” z 2007 i „Run This Town” z 2009, na którym zaśpiewał też Kanye West.
Utwór został napisany przez Ester Dean, Mikkela S. Eriksena, Tora Erika Hermansena, Shawna Cartera, Anthony’ego Besta, Seana Combsa, Chucky’ego Thompsona i Christophera Wallace’a, a wyprodukowany przez Stargate.

## Tło

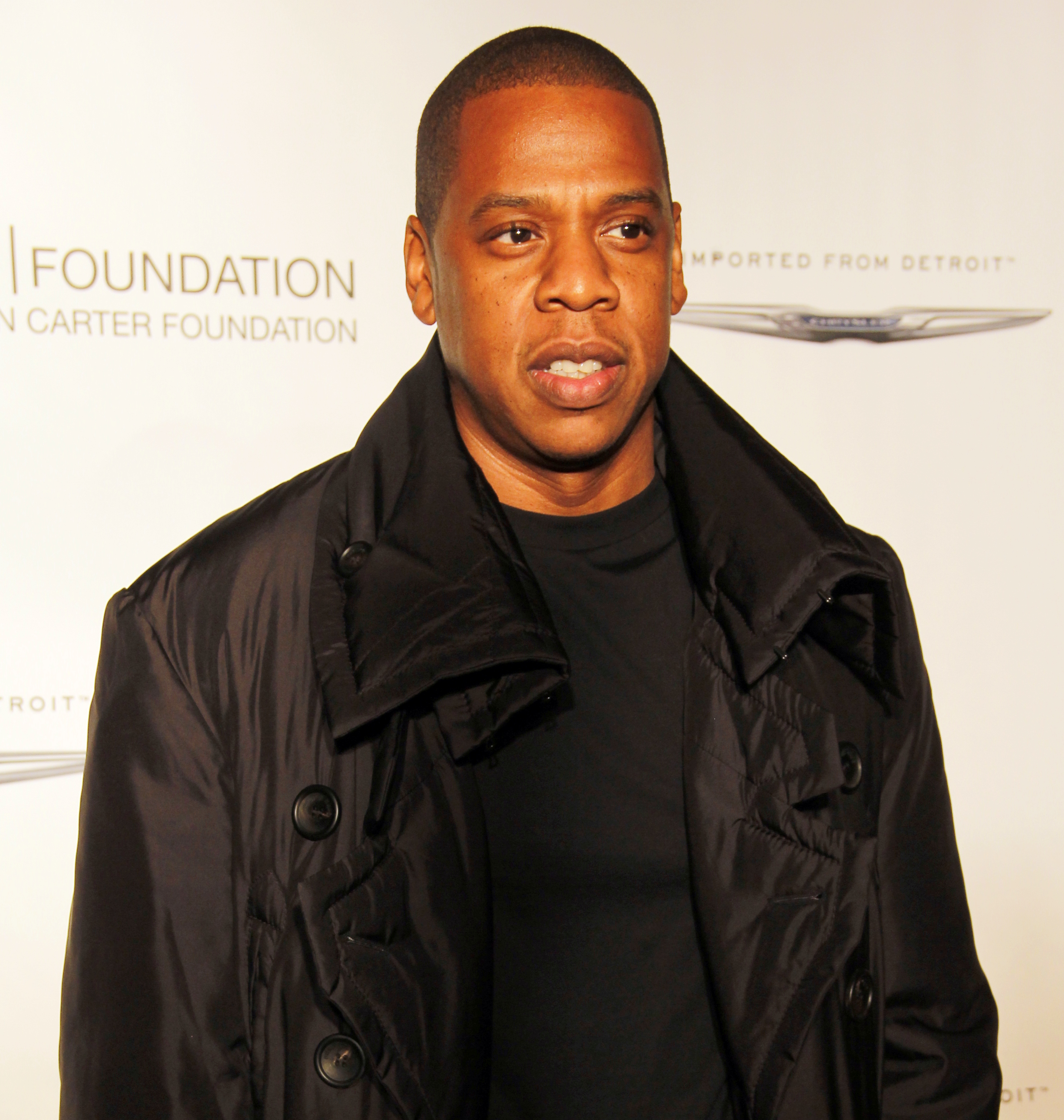
Jay-Z wystąpił gościnnie w „Talk That Talk”. Jest on także współautorem piosenki.

Autorami utworu są Ester Dean, Mikkel S. Eriksen, Tor Erik Hermansen, Shawn Carter, Anthony Best, Sean Combs, Chucky Thompson i Christopher Wallace. Za produkcję piosenki odpowiedzialni są Eriksen i Stargate. Stargate już wyprodukował wcześniej trzy międzynarodowe hity na poprzedni studyjny album Rihanny „Loud”. W wywiadzie dla Norwegian website 730.no, Tor Erik Hermansen i Stargate, ujawnili, że po raz pierwszy mieli okazję współpracować z Jay-Z.

## Notowania
| Notowania (2011)                                        | Najwyższa pozycja |
| ------------------------------------------------------- | ----------------- |
| Australia Urban (ARIA)                                  | 21                |
| Brazylia (Brasil Hot 100 Airplay)                       | 37                |
| Kanada (Canadian Hot 100)                               | 30                |
| Dania (Tracklisten)                                     | 26                |
| Francja (SNEP)                                          | 24                |
| Irlandia (IRMA)                                         | 40                |
| Japonia (Billboard Japan Hot 100)                       | 96                |
| Nowa Zelandia (RIANZ)                                   | 37                |
| Norwegia (VG-lista)                                     | 10                |
| Szkocja (The Official Charts Company)                   | 24                |
| Korea Południowa (South Korea Gaon International Chart) | 9                 |
| Hiszpania (PROMUSICAE)                                  | 37                |
| Szwecja (Sverigetopplistan)                             | 41                |
| Szwajcaria (Schweizer Hitparade)                        | 11                |
| UK Singles (The Official Charts Company)                | 25                |
| UK R&B (The Official Charts Company)                    | 7                 |
| US Billboard Hot 100                                    | 31                |
| US R&B/Hip-Hop Songs (Billboard)                        | 66                |

## Personel
- Wokal – Rihanna i Jay-Z
- Tekst i kompozycja – Ester Dean, Mikkel S. Eriksen, Tor Erik Hermansen, Shawn Carter, Anthony Best, Sean Combs, Chucky Thompson, Christopher Wallace
- Produkcja – StarGate
- Nagrywanie – Roc the Mic Studios i Jungle City Studios w Nowym Yorku, Westlake Recording Studios w Los Angeles i The Hide Out Studios w Londynie
- Nagrywanie i miksowanie – Mikkel S. Eriksen i Miles Walker
- Instrumenty – Mikkel S. Eriksen and Tor Erik Hermansen